# Колима (город)
Коли́ма (исп. Colima) — город в Мексике, столица штата Колима, входит в состав одноимённого муниципалитета и является его административным центром. Численность населения, по данным переписи 2020 года, составила 146 965 человек.

## Топоним
Название Colima заимствовано у вулкана, которое с языка науатль можно перевести как: место управляемое предками или место старого бога огня.

## История
15 июля 1523 года капитан Гонсало де Сандоваль по приказу Эрнана Кортеса для контроля над новыми территориями основал поселение вблизи индейской деревни Кахитлан.
В 1525 году в поселении произошла эпидемия оспы и городской совет принял решение о переезде жителей в другое место. Переезд был завершён 20 января 1527 года, что считается датой основания современного города, получившего название Сан-Себастьян в провинции Колима. Это был восьмой город основанный конкистадорами в Новой Испании.
9 января 1535 года прибыл Эрнан Кортес, и поднял королевский флаг над городом.
В 1542 году вице-король Антонио де Мендоса посетил Сан-Себастьян, отдав приказ о строительстве королевской дороги до Мехико.
В 1680 году произошло землетрясение, повредившее множество зданий.
В 1792 году Мигель Идальго — известный борец за независимость Мексики возглавлял христианский приход Колимы. Вместе с преподобным Хосе Антонио Диасом они решали социальные проблемы Новой Испании, и готовились к войне за независимость Мексики, начавшейся в 1810 году.
После достижения Мексикой независимости в 1821 году, Колима входила в состав интендантства Гвадалахара. 
10 сентября 1824 года поселение получило статус города с названием Колима, а 4 октября была создана Федеральная территория Колима и город стал её административным центром.
5 февраля 1857 года, согласно конституции, территория Колима становится свободным и суверенным штатом со столицей в одноимённом городе, а Мануэль Альварес становится его первым губернатором.
31 января 1867 года генерал Рамон Корона, командовавший войсками республиканцев, захватил город.
10 сентября 1889 года была открыта железная дорога, связавшая Колиму с Мансанильо — крупнейшим городом штата.

## География
Вместе с городом-спутником Вилья-де-Альваресом образуют агломерацию.
Граница между городами условна, и местами проходит по рекам Колима и Перейра.
В 37 км к северу от города расположен вулкан Колима.

### Транспортная инфраструктура
Автомобильными и железными дорогами город связан с городами в центральной части Мексики и с тихоокеанским побережьем. В 22 км от города аэропорт местных воздушных линий Мигель-де-ла-Мадрид (исп. Miguel de la Madrid), ближайший к городу международный аэропорт в городе Мансанильо.

## Население
| Год  | Численность | Численность |
| ---- | ----------- | ----------- |
| 2000 | 119 639     | [ 7 ]       |
| 2005 | 123 597     | [ 8 ]       |
| 2010 | 137 383     | [ 9 ]       |
| 2020 | 146 965     | [ 10 ]      |

## Фотографии
| - Резиденция губернатора - Кафедральный собор - Монумент в парке Пьедра-Лиса - Городская улочка |